# لانگ بیچ (مینه‌سوتا)
لانگ بیچ، مینه‌سوتا (به انگلیسی: Long Beach, Minnesota) یک شهر در ایالات متحده آمریکا است که در شهرستان پوپ (ابهام‌زدایی) واقع شده‌است.

## خصوصیات
لانگ بیچ ۴٫۰۷ کیلومترمربع مساحت و ۳۳۵ نفر جمعیت دارد و ۳۴۸ متر بالاتر از سطح دریا واقع شده‌است.